# Bommanabande, Hosakote
Bommanabande là một làng thuộc tehsil Hosakote, huyện Bangalore Rural, bang Karnataka, Ấn Độ.